# Giovanni Viola
Pour les articles homonymes, voir Viola.
Giovanni Viola (né le 20 juin 1926 à San Benigno Canavese dans la province de Turin au Piémont, et mort le 7 juillet 2008 à Turin) est un joueur de football professionnel italien qui jouait gardien de but.

## Biographie

### Carrière de joueur
Viola le Piémontais commence sa carrière dans le grand club de sa région d'origine, la Juventus en 1945. Il dispute le premier match de sa carrière le 10 février 1946 lors d'un succès 2-0 sur l'Atalanta, mais peine à s'imposer dans ses premières années et est prêté dans 3 clubs italiens (US Carrarese entre 1946 et 1947, AC Côme entre 1947 et 1948 et Lucchese Libertas entre 1948 et 1949).
À son retour à Turin en 1949, il devient le gardien titulaire indiscutable (244 matchs entre 1949 et 1958 pour 290 buts encaissés), et gagne 3 scudetti (1949-50, 1951-52 et 1957-58). 
Il s'agit encore de nos jours du 5e gardien le plus capé de l'histoire du club (Zoff, Buffon, Tacconi et Combi).
Il part finir sa carrière pour une année à Brescia en 1958.
Il a en tout joué 11 matchs avec la Squadra Azzurra entre 1954 et 1956 et est sélectionné pour jouer le mondial 1954 en Suisse. Il joue son premier match le 23 juin 1954 à Bâle en match d'appui du groupe D contre la Suisse (défaite 4-1).
Il participe également à la tournée sud-américaine de l'Italie en 1956, où il joue contre l'Argentine et le Brésil.

### Carrière d'entraîneur
Après sa retraite footballistique, il passe quelques années à entraîner le secteur des jeunes de la Juve.

## Palmarès
Juventus
- Championnat d'Italie (3) :
  - Champion : 1949-50, 1951-52 et 1957-58.
  - Vice-champion : 1945-46, 1952-53 et 1953-54.